# Прапор ЮНЕСКО

Прапор ЮНЕСКО

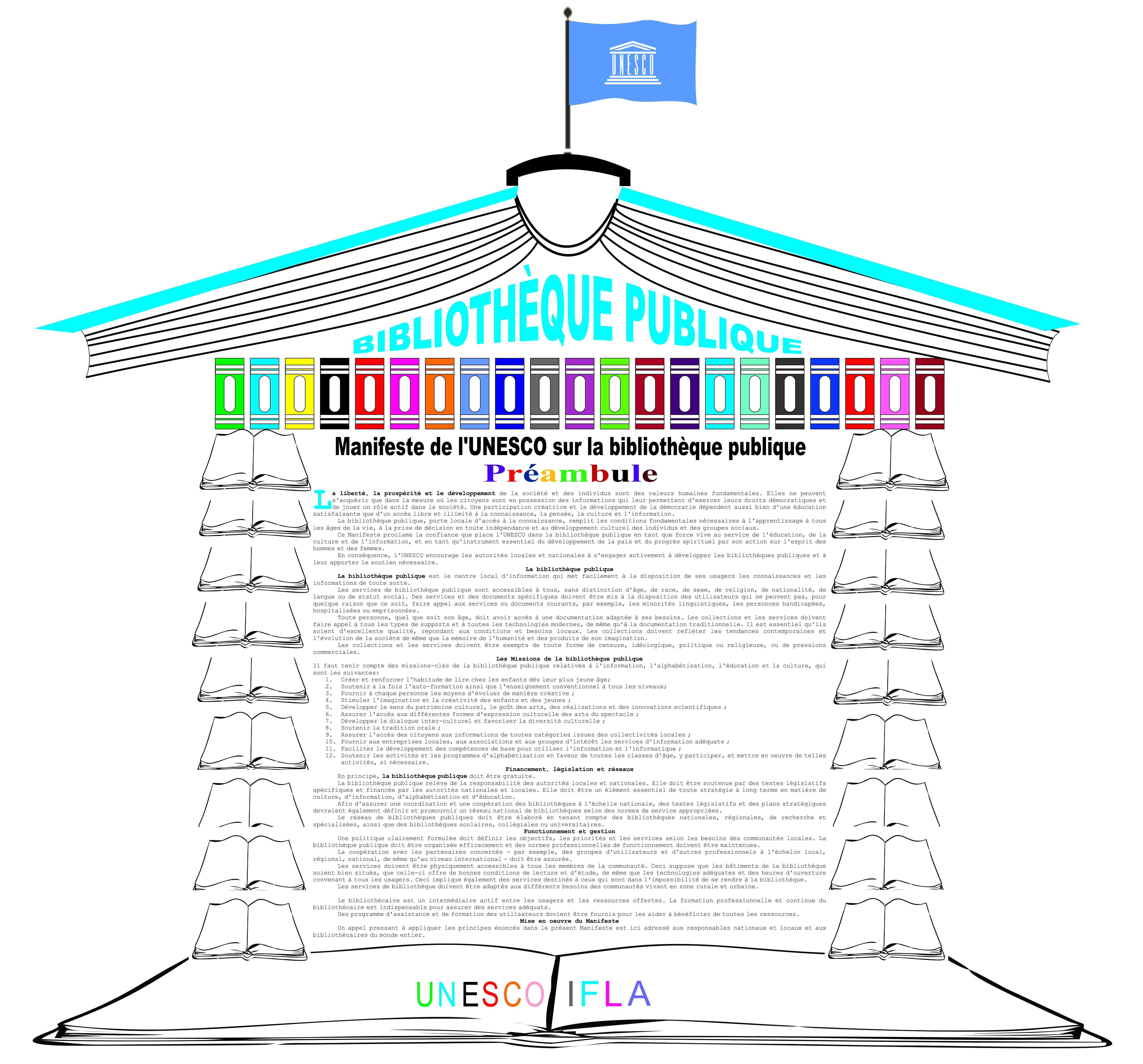
Мистецтво портика з текстом Маніфесту публічної бібліотеки ЮНЕСКО

Прапор ЮНЕСКО (Організація Об'єднаних Націй з питань освіти, науки і культури) — одним з офіційних символів установи. Є полотнищем яке складається з білої емблеми організації на синьому тлі. Синій і білий кольори є офіційними кольорами ООН.
Логотип організації складається з тексту ЮНЕСКО білими шрифтами без засічок, кожен з яких у стилізованому виконанні утворює колону портика старовинної архітектурної споруди. Вінтажний храм символізує одну з його головних цілей — здійснення культурної діяльності для збереження світової культурно-історичне надбання. Храм також утворений фронтоном і трьома сходами.